# 林逋

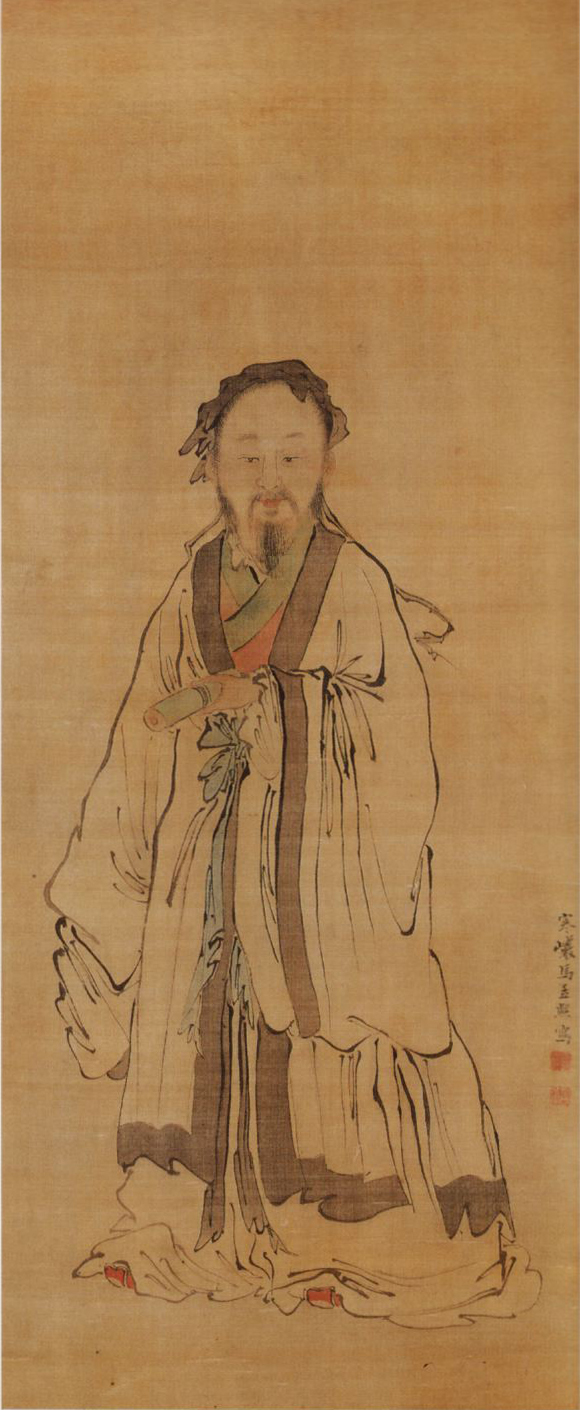
林和靖図　北山寒厳筆

林 逋（りん ぽ、967年 - 1028年）は、中国北宋の詩人。字は君復。没後に仁宗により和靖先生の諡を贈られたため、林和靖とも呼ばれる。

## 略伝
杭州銭塘県の出身。若くして父を失い、刻苦して独学する。恬淡な性格で衣食の不足もいっこうに気にとめず、西湖の孤山に廬を結び杭州の街に足を踏み入れぬこと20年におよんだ。真宗はその名を聞いて粟帛を賜い、役人に時折見回るよう命じた。薛映・李及が杭州にいたときは彼らと終日政談し、妻子をもたず、庭に梅を植え鶴を飼い、「梅が妻、鶴が子」といって笑っていた。行書が巧みで画も描いたが、詩を最も得意とした。一生仕えず廬のそばに墓を造り、「司馬相如のように封禅書を遺稿として用意してはいない」と詠み、国事に関心がないことを自認していた。その詩が都に伝わると仁宗は和靖先生と諡した。

## 詩
林逋の詩には奇句が多く、「疎影横斜水清浅。 暗香浮動月黄昏。」の二句は梅を詠んだ名吟として広く知られている。平生は詩ができてもそのたびに棄てていたので、残存の持は少ない。『文献通考』には『詩集』3巻と『西湖紀逸』1巻があるというが、明の沈履徳の編になる『宋林和靖先生詩集』は4巻・附1巻・拾遺1巻から成る。通行本は『和靖詩集』と題され1巻・附1巻。別に『省心録』1巻がある。日本でも林逋の詩は愛好され、貞享3年（1686年）の和刻本その他がある。
| 山園小梅       |                                               |
| 衆芳搖落獨暄妍 | 衆芳搖落して 獨り暄妍                         |
| 占盡風情向小園 | 風情を占め盡して小園に向かう                  |
| 疎影横斜水清浅 | 疎影横斜して 水清浅                           |
| 暗香浮動月黄昏 | 暗香浮動 月黄昏                               |
| 霜禽欲下先偸眼 | 霜禽下りんと欲して 先ず眼を偸み               |
| 粉蝶如知合斷魂 | 粉蝶如（も）し知らば 合（まさ）に魂を斷つべし |
| 幸有微吟可相狎 | 幸に微吟の相狎るべくあり                      |
| 不須檀板與金尊 | 須（もちい）ず 檀板と金尊を                   |

## 子孫
7代後の子孫のひとり、林浄因は元を訪れた日本の僧・竜山徳見の弟子となって日本に渡り、マントウの製法を基に饅頭を作って帝にも絶賛されたという。また、その後裔に戦国時代の碩学・林宗二がある。